# Amasya (provincie)
Amasya is een provincie in Turkije. De provincie is 5731 km² groot en telde 365.231 inwoners bij de volkstelling van 2000. De hoofdstad is het gelijknamige Amasya.

## Bestuurlijke indeling

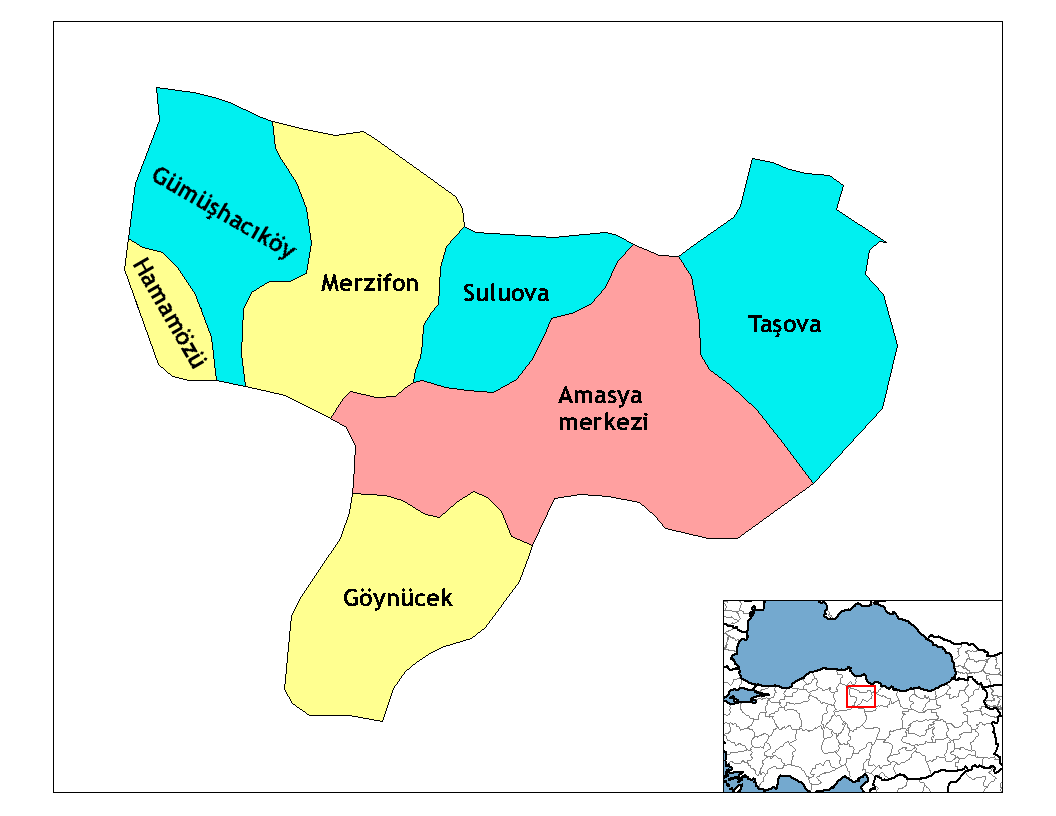
Districten van Amasya

### Districten
De provincie bestaat uit de volgende zeven districten:
| District     | Oppervlakte | Inwoners |
| ------------ | ----------- | -------- |
| Amasya       | 1.730 km²   | 133.207  |
| Göynücek     | 578 km²     | 17.614   |
| Gümüşhacıköy | 653 km²     | 29.795   |
| Hamamözü     | 202 km²     | 6.161    |
| Merzifon     | 970 km²     | 67.281   |
| Suluova      | 516 km²     | 54.123   |
| Taşova       | 1.041 km²   | 57.050   |